# Pulvermühlschleuse

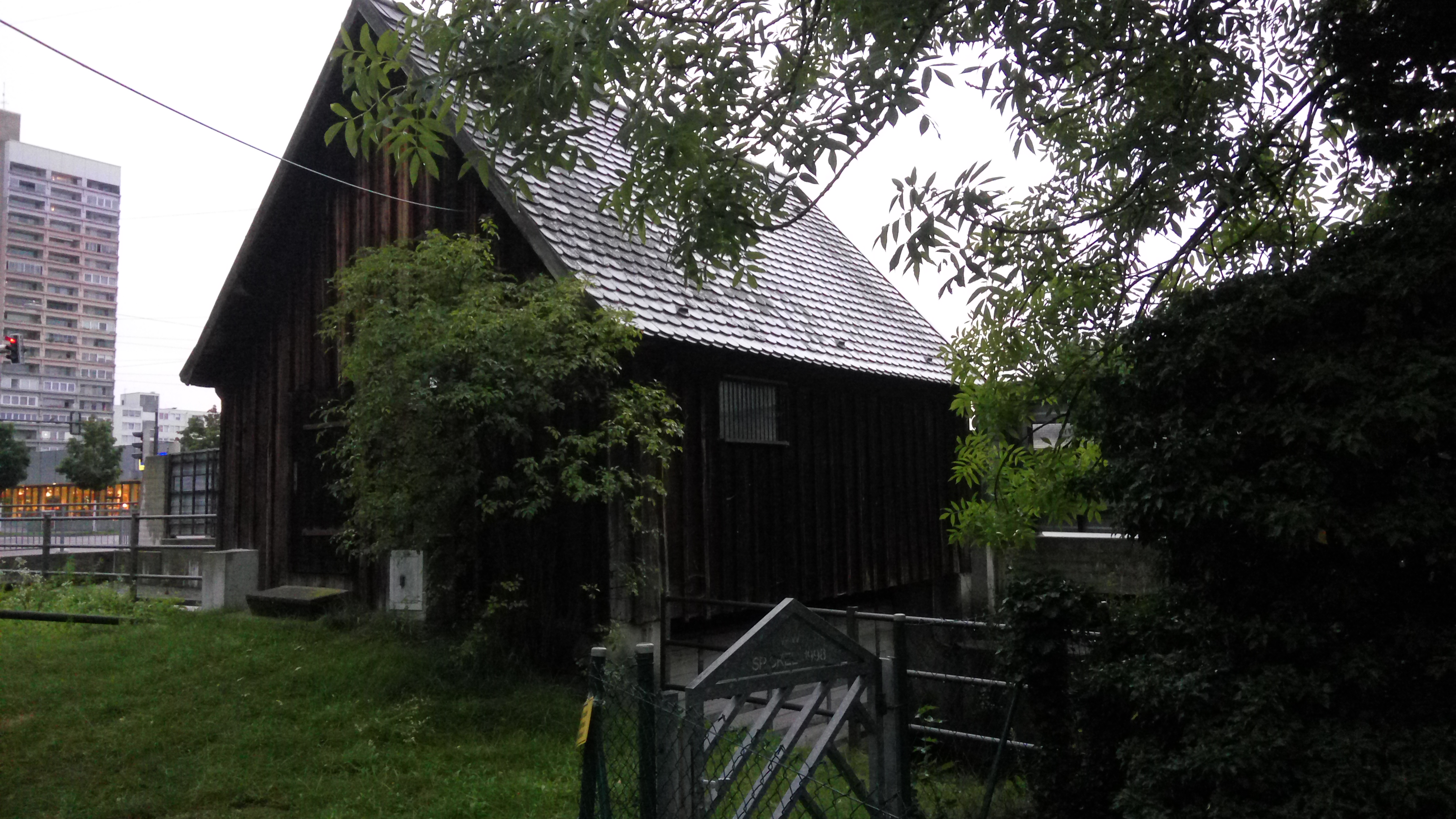
Die Pulvermühlschleuse in Augsburg. Das Schwabencenter ist links im Hintergrund sichtbar.

Die Pulvermühlschleuse ist eine historische Wasserschleuse in Augsburg. Sie ist nach einer Pulvermühle benannt, die sich an dieser Stelle bis ins 19. Jahrhundert hinein befand. Sie ist ein bedeutendes technisches Denkmal, das die vorindustrielle Schleusentechnik der Lechkanäle zeigt.

## Lage und Funktion
Die Schleuse befindet sich am Damaschkeplatz (benannt nach Adolf Damaschke) nahe der Friedberger Straße im Stadtbezirk Spickel (Planungsraum Spickel-Herrenbach). An der Schleuse wird vom Kanal Hauptstadtbach  in gerader Linie der Kaufbach abgezweigt; der Rest des Wasserstroms biegt an dieser Stelle nach rechts ab, unterquert die Friedberger Straße und heißt ab hier Herrenbach. Unmittelbar stromaufwärts ist ein Abschnitt des Hauptstadtbachs zum Badebereich gestaltet, mit einer Station der Wasserwacht und einer öffentlichen Toilette (nur im Sommer geöffnet).
Die Schleuse trennt den Teil des Wasserstroms, der ins Augsburger Lechviertel und in die Jakobervorstadt geleitet wird (etwa 14 Kubikmeter Wasser pro Sekunde), von dem Teil, der durch das Augsburger Textilviertel fließt (etwa 21 Kubikmeter Wasser pro Sekunde).

## Geschichte und Technik
Die Schleuse wurde Anfang des 19. Jahrhunderts in einer Technologie aus dem 18. Jahrhundert gebaut. Mit Muskelkraft konnte über die Konstruktion eines hölzernen Sprossentretrades mit Zahnradgetriebe und Wellbaum eine schwere Schütztafel im Bach gesenkt oder gehoben werden. Durch die Übersetzungen konnte der Betreiber das 25-fache seiner Steigkraft bewirken (ca. 1,5 t). Die kombinierte Fußbremse und Rückschlagsicherung sind jüngeren Datums. 
Neben der historischen Holzkonstruktion wurde um 1955 ein elektromotorisches Windwerk in Eisenkonstruktion eingebaut. 1982 wurde die Pulvermühlschleuse restauriert.